# Filmfestival van Londen
Het Filmfestival van Londen (London Film Festival of voluit The Times BFI London Film Festival) is het grootste openbare filmfestival van het Verenigd Koninkrijk. Er worden jaarlijks meer dan 300 films uit 60 landen vertoond. Het festival wordt sinds 1956 jaarlijks georganiseerd door de British Film Institute. De huidige sponsor is de krant The Times. 

## Geschiedenis
In 1956 kwam een groep filmcritici, waaronder Dilys Powell van The Sunday Times, met het plan voor een filmfestival voor Londen. Dit omdat Cannes en Venetië ook al hun eigen filmfestivals hadden. Ze wilden het festival echter zo openbaar mogelijk maken, om het publiek de kans te geven films te zien die mogelijk nooit in de Britse bioscopen zouden worden vertoond. 
Oorspronkelijk moest het Filmfestival van Londen het "festival der festivals" worden. De focus lag sterk op het screenen en selecteren van de beste films van andere Europese filmfestivals, zoals het Filmfestival van Cannes. Het eerste Filmfestival van Londen werd gehouden van 16 tot 26 oktober 1956. Er werden 15 tot 20 films gescreend voor vertoning, waaronder werken van regisseurs Akira Kurosawa, Satyajit Ray, Yasujiro Ozu, Luchino Visconti en Andrzej Wajda. In latere jaren werden ook steeds meer minder bekende films toegelaten op het festival. 
Het festival wordt geopend en afgesloten met een gala en toespraken door organisatoren, regisseurs en filmproducers. Bij het afsluitingsgala worden prijzen toegekend aan films of aspecten van een film.

## Prijzen
Enkele prijzen die worden uitgereikt op het festival zijn:
- De Sutherland Trophy
- De FIPRESCI International Critics Award
- De Satyajit Ray Award
- The Times bfi London Film Festival Grierson Award:
- TCM Classic Shorts Award